# Okręg wyborczy nr 40 do Senatu Rzeczypospolitej Polskiej
Okręg wyborczy nr 40 do Senatu Rzeczypospolitej Polskiej obejmuje obszar powiatów legionowskiego, nowodworskiego, warszawskiego zachodniego i wołomińskiego (województwo mazowieckie). Wybierany jest w nim 1 senator na zasadzie większości względnej.
Utworzony został w 2011 na podstawie Kodeksu wyborczego. Po raz pierwszy zorganizowano w nim wybory 9 października 2011. Wcześniej obszar okręgu nr 40 należał do okręgu nr 19.
Siedzibą okręgowej komisji wyborczej jest Warszawa.

## Reprezentanci okręgu
| Rok  | Rok  | Senator        | Komitet wyborczy                           |
| ---- | ---- | -------------- | ------------------------------------------ |
|      | 2011 | Anna Aksamit   | Platforma Obywatelska RP                   |
|      | 2015 | Jan Żaryn      | Prawo i Sprawiedliwość                     |
|      | 2019 | Jolanta Hibner | KKW Koalicja Obywatelska PO .N iPL Zieloni |
| 2023 |      | Jolanta Hibner | KKW Koalicja Obywatelska PO .N iPL Zieloni |

## Wyniki wyborów
Symbolem „●” oznaczono senatorów ubiegających się o reelekcję.

### Wybory parlamentarne 2011
| Kandydat                                                                                      | Kandydat             | Komitet wyborczy                  | Głosów | Głosów | Głosów |
| Kandydat                                                                                      | Kandydat             | Komitet wyborczy                  | Liczba | %      | +/–    |
| --------------------------------------------------------------------------------------------- | -------------------- | --------------------------------- | ------ | ------ | ------ |
|                                                                                               | Anna Aksamit         | Platforma Obywatelska RP          | 95 003 | 44,41  | –      |
|                                                                                               | Piotr Andrzejewski ● | Prawo i Sprawiedliwość            | 69 664 | 32,57  | –      |
|                                                                                               | Marek Błaszczak      | Polskie Stronnictwo Ludowe        | 19 195 | 8,97   | –      |
|                                                                                               | Sławomir Koczywąs    | Polska Jest Najważniejsza         | 13 065 | 6,11   | –      |
|                                                                                               | Hanna Wujkowska      | Prawica                           | 10 044 | 4,70   | –      |
|                                                                                               | Zbigniew Witaszek    | Polska Partia Pracy – Sierpień 80 | 6941   | 3,24   | –      |
| Frekwencja: 55,77% Liczba głosów ważnych: 213 912 (96,79%) Źródło: Państwowa Komisja Wyborcza |                      |                                   |        |        |        |

● Piotr Andrzejewski reprezentował w Senacie VII kadencji (2007–2011) okręg nr 19.

### Wybory parlamentarne 2015
| Kandydat                                                                                      | Kandydat       | Komitet wyborczy         | Głosów  | Głosów | Głosów |
| Kandydat                                                                                      | Kandydat       | Komitet wyborczy         | Liczba  | %      | +/–    |
| --------------------------------------------------------------------------------------------- | -------------- | ------------------------ | ------- | ------ | ------ |
|                                                                                               | Jan Żaryn      | Prawo i Sprawiedliwość   | 119 870 | 52,78  | +20,21 |
|                                                                                               | Anna Aksamit ● | Platforma Obywatelska RP | 107 238 | 47,22  | +2,81  |
| Frekwencja: 58,03% Liczba głosów ważnych: 227 108 (95,08%) Źródło: Państwowa Komisja Wyborcza |                |                          |         |        |        |

### Wybory parlamentarne 2019
| Kandydat                                                                                      | Kandydat       | Komitet wyborczy                           | Głosów  | Głosów | Głosów |
| Kandydat                                                                                      | Kandydat       | Komitet wyborczy                           | Liczba  | %      | +/–    |
| --------------------------------------------------------------------------------------------- | -------------- | ------------------------------------------ | ------- | ------ | ------ |
|                                                                                               | Jolanta Hibner | KKW Koalicja Obywatelska PO .N iPL Zieloni | 146 318 | 51,52  | +4,30  |
|                                                                                               | Jan Żaryn ●    | Prawo i Sprawiedliwość                     | 137 574 | 48,48  | –4,30% |
| Frekwencja: 68,83% Liczba głosów ważnych: 283 992 (97,07%) Źródło: Państwowa Komisja Wyborcza |                |                                            |         |        |        |

### Wybory parlamentarne 2023
| Kandydat                                                                                      | Kandydat         | Komitet wyborczy                           | Głosów  | Głosów | Głosów |
| Kandydat                                                                                      | Kandydat         | Komitet wyborczy                           | Liczba  | %      | +/–    |
| --------------------------------------------------------------------------------------------- | ---------------- | ------------------------------------------ | ------- | ------ | ------ |
|                                                                                               | Jolanta Hibner ● | KKW Koalicja Obywatelska PO .N iPL Zieloni | 171 541 | 48,23  | –3,29  |
|                                                                                               | Adam Lubiak      | Prawo i Sprawiedliwość                     | 119 929 | 33,72  | –14,76 |
|                                                                                               | Urszula Krawczyk | Bezpartyjni Samorządowcy                   | 42 140  | 11,85  | –      |
|                                                                                               | Robert Roguski   | KWW Roberta Roguskiego                     | 22 055  | 6,20   | –      |
| Frekwencja: 81,25% Liczba głosów ważnych: 355 665 (98,17%) Źródło: Państwowa Komisja Wyborcza |                  |                                            |         |        |        |